# 貝原俊民
貝原 俊民（かいはら としたみ、1933年8月24日 - 2014年11月13日）は、日本の自治官僚、政治家（第5代兵庫県知事、在任：1986年11月24日 - 2001年7月31日、4期）。位階は従三位。2007年4月29日、旭日大綬章受章。

## 来歴・人物
佐賀県武雄市に生まれる。佐賀県立武雄高等学校、東京都立北園高等学校を経て、東京大学法学部卒業後に旧自治省へ入省。1970年、兵庫県に総務部地方課長として出向して財政課長、農林部長、総務部長などを歴任、1980年から副知事を務める。1986年には知事となり4期15年を務めたが、任期を1年残した2001年に、辞任した。防災士を育成する特定非営利活動法人日本防災士機構会長を経て同機構顧問に就任。
2014年11月13日14時30分頃、神戸市中央区港島中町1の市道交差点で、乗っていた乗用車の左側面に別の自動車から衝突される。左半身強打による外傷性大動脈損傷で15時50分に死亡。相手の運転手は自動車運転過失致死罪現行犯で逮捕され、執行猶予付きの有罪判決を受けた。突然の訃報に接し、親交のあった建築家の安藤忠雄は、「貝原さんの遺志を受け継ぎ、私も兵庫県民も、自分自身で地域や地元に対し何ができるか考えていかなければならない」と語り、貝原知事の任期中に副知事を務めていた兵庫県の井戸敏三知事は、「偉大な恩師が逝ってしまったという思い。厳しい方だったが、常に県民のために尽くすことを基本としてこられた。残された私たちがしっかりしなくてはいけない」と述べた。叙従三位。

## 震災当時の兵庫県知事
1995年1月17日に発生した阪神・淡路大震災では知事として対応を行った。

### 震災当日の経過
- 5時46分 - 淡路島北部、明石海峡付近を震源とする直下型の兵庫県南部地震が発生。
- 5時56分 - 伊丹市の松下勉市長が伊丹市役所に登庁。
- 6時 - 北淡町の小久保正雄町長が町役場に登庁。
- 6時35分 - 神戸市笹山幸俊市長が神戸市役所へ登庁。
- 6時50分 - 芦尾長司・兵庫県副知事が県庁へ登庁。
- 7時 - 兵庫県が災害対策本部を設置。直後に貝原知事と電話連絡がつき、芦尾副知事から状況を報告[8]。
- 7時 - 芦屋市の北村春江市長が市役所へ登庁する等、県内の各市町長が各市町役場へ続々と登庁。
- 8時10分 - 陸上自衛隊第3師団所属第3特科連隊から兵庫県消防交通安全課防災係長・野口一行の元へ災害派遣出動の確認の電話が入る。兵庫県側は「被害の全容は不明だが大災害である。支援を依頼することになる。」旨を回答したが、その後、電話回線が不通になる[8]。
- 8時20分 - 貝原知事が県庁へ登庁（発災から約2時間30分後。車が迎えに来るまで自宅待機）。
- 9時 - 小久保・北淡町長が県民局を通じて自衛隊の出動を要請。同時刻、松下・伊丹市長が陸自中部方面総監部に救援を要請。
- 9時5分 - 国土庁防災局が兵庫県総務部に自衛隊派遣の要請を行うよう通達。
- 9時30分 - 神戸市が県に自衛隊出動を要請。
兵庫県から自衛隊への災害派遣要請を待たずに直接自衛隊へ派遣要請を行う市町村が続出。
- 10時 - 陸自第3特科連隊と兵庫県の間で2回目の連絡が取れ[8]、野口防災係長が陸自第3特科連隊からの「この連絡を以って派遣要請が有ったと認識して良いか」と言う電話に「宜しくお願いします」と回答。ただちに災害対策本部室で知事に報告[8]。これが兵庫県から陸上自衛隊への正式な災害派遣出動要請となる。

### 背景
貝原知事は登庁直後、被害状況の酷さに対し職員の少なさ（職員も被災し、登庁していた者は全庁で40人程であった）、通信手段の少なさ（電話は回線輻輳のため発信はほとんどつながらず、生きていた大代表への着信は混乱を極めていた。災害時優先電話はなぜか使用されていなかった。消防庁との防災無線（中央回線）もつながらず、停電時でも県内の市町及び国へ連絡できる筈だった衛星通信は自家発電設備の故障で役目を果たせなかった）、情報の無さ（連絡の取れた各市町の役場、警察、消防からは「被害はあるが規模は不明」としか来ていなかった）といった状態で臨時の特別班編成を行い、情報収集・緊急救援対策に梶田信一郎総務部長を、余震対策に柴田都市住宅部長を、救援物資対策に豊泉進商工部長を、各省庁や他府県との折衝に芦尾副知事を当て、その時点で取り得る最善を尽くすように指示している。この時に野口課長補佐も会議には参加せず、自席で市町や自衛隊との連絡に専念するよう知事に指示されている（それでも次に自衛隊と連絡が取れたのは午前10時となった）。

### 「出動要請遅延は自衛隊のせい」
貝原は、後年、「自衛隊と交信ができなかった。8時の段階で、姫路の連隊からこちらの係員にやっと通じた。『大災害だから、準備を。すぐ要請するから』と言ったところで切れて、それ以降、連絡が取れなかった。いまだから言ってもいいと思うけど、出動要請が遅かったというのは、自衛隊の責任逃れですよ」と述べ、出動要請遅延の責任は自分ではなく自衛隊にあると振り返った。

### 批判
- 2007年4月8日、東京都知事選挙で3選された石原慎太郎が直後のインタビューの中で「神戸の地震の時なんかは、（自衛隊の派遣を要請する）首長の判断が遅かったから、2千人余計になくなった」[10] と発言した。
  - 石原の指摘に対し、貝原は「石原さんの誤解。たしかに危機管理面で反省はあるが、要請が遅れたから死者が増えたのではない」[11] と反論している。
  - 貝原の後任の井戸敏三も、貝原と同様「阪神・淡路大震災は、不意打ちだったということと、非常に上下動の激しい震度7の地震でしたので、犠牲になられた方々はほとんどが圧死だったと分析されて」[12] おり「自衛隊の派遣要請の早さと犠牲者の数は、阪神・淡路大震災のケースではあまり脈絡のないこと」[12] と石原の見解を不正確と断じた。
  - 一方、石原は同年4月27日の定例記者会見で、「ちょっと数字が違うかもしれない」と釈明したものの、「（初代内閣安全保障室長であった）佐々淳行さんの受け売り。詳しくは佐々さんに聞いてください」とそれ以上の言及は避けた。なお、佐々は同年の都知事選で石原の選挙対策本部長を務めた。
  - 後日の統計調査で80数%が地震直後の圧死という事だが、中には救出が遅れて体中に毒素が廻って死亡する[13] というケースもある。
  - なお、佐々は朝日新聞の取材に対し、「『8割が即死』と言われているのは事実でなく、石原知事の発言は間違っていない。自衛隊の出動で救えた正確な人数はわからないが、石原知事に災害時の初動の重要性を説く際に『2,3000人ほどが助かったでしょうね』と言ったかと思う」と述べ、そもそも上記の80数%が地震直後の圧死という統計調査に対し疑問を呈している。

## その他の役職など
- 神戸日独協会 理事長
- 神戸日仏協会 会長
- 国際エメックスセンター 理事長
- 阪神・淡路大震災記念協会 理事長
- 兵庫地域政策研究機構 理事長
- 報徳学園 学園長
- 行吉学園神戸女子大学 理事長
- 政府税制調査会 委員
- 地方制度調査会 委員
- 日本ボーイスカウト兵庫連盟 名誉連盟長
- 日本熊森協会 顧問
- 特定非営利活動法人食の安全と健康ネットワーク 代表者
- 公益財団法人ひょうご震災記念21世紀研究機構理事長
- 財団法人孫中山記念会 理事長
- 兵庫県立近代美術館 名誉館長

## 著書
- 『新兵庫物語』ぎょうせい、1994年。ISBN 4-324-04172-5。
- 『大震災100日の記録 -兵庫県知事の手記-』ぎょうせい、1995年。ISBN 4-324-04771-5。
- 『暮らしの中から分権を -私たちの生活はどうかわる-』兵庫ジャーナル社、神戸、1997年。ISBN 4-938970-01-5。
- 『美しい兵庫をめざして 21世紀へのメッセージ』兵庫ジャーナル社、神戸、2001年。ISBN 4-938970-11-2。
- 『大地からの警告 大震災は何を語りかけたのか』ぎょうせい、2005年。ISBN 4-324-07550-6。
- 『兵庫県知事の阪神・淡路大震災 : 15年の記録 : 1995年1月17日』丸善、2009年。ISBN 978-4-621-08166-2。